# أدريانو موريرا (سياسي)
أدريانو موريرا (بالبرتغالية: Adriano Moreira‏) هو رجل دولة ومحامي وسياسي برتغالي، ولد في 15 سبتمبر 1922 في البرتغال. حزبياً، نشط في المركز الديمقراطي والاجتماعي - حزب الشعب ‏. وقد انتخب عضو مجلس الجمهورية ‏ عن دائرة بَرغَنْسَة ‏ وقد انضم خلال فترته النيابية ‏  للكتلة البرلمانية المركز الديمقراطي والاجتماعي - حزب الشعب ‏.

## روابط خارجية
- أدريانو موريرا على موقع IMDb (الإنجليزية)